# Knock Fell
Knock Fell är ett berg i distriktet Westmorland and Furness, i Storbritannien. Det ligger i grevskapet Cumbria och riksdelen England, i den centrala delen av landet, 400 km norr om huvudstaden London. Toppen på Knock Fell är 794 meter över havet.